# Horst Kämpfer
Horst Kämpfer (* 1941; † 11. September 1995 in Kreuztal-Krombach) war ein deutscher Radrennfahrer.
Der aus Attendorn stammende Kämpfer war dreifacher Deutscher Bergmeister der Radamateure: Seinen ersten Titel gewann er im September 1965 am Kreuztaler Kindelsberg, woraufhin er in die Nationalmannschaft berufen wurde. 1966 wurde er Zweiter der Deutschen Bergmeisterschaft. 1967 und 1969 konnte er die zwei weiteren Meistertitel im Bergfahren erringen.
1970 belegte Kämpfer den dritten Platz bei den Deutschen Straßenmeisterschaften der Amateure hinter Sieger Erwin Derlick und gewann Rund um Duisburg.
1969 belegte Kämpfer bei der 15. Etappe des Milk Race in Blackpool den dritten Platz. Anschließend wurde er jedoch des Dopings überführt.
Nach seiner aktiven Zeit eröffnete Kämpfer ein Fahrradgeschäft in Kreuztal-Krombach und blieb aber dem Radsport als Betreuer und Förderer von Radtouristik und Breitensport verbunden. Einer seiner Schützlinge war der spätere Weltmeister Klaus-Peter Thaler. Kämpfer starb 54-jährig überraschend an einem Herzschlag.